# Minoru Yamasaki
Minoru Yamasaki (ur. 1 grudnia 1912 w Seattle, zm. 6 lutego 1986 w Detroit) – amerykański architekt pochodzenia japońskiego. Jego budowle reprezentują styl międzynarodowy w amerykańskim wydaniu. Przez pewien czas był członkiem CIAM, w latach 1952–1955 zrealizował osiedle mieszkaniowe Pruitt-Igoe w Saint Louis. 
Przez wiele lat pracował głównie w Detroit, był bliskim przyjacielem Eero Saarinena.
Ogromną sławę przyniósł mu projekt bliźniaczych wież nowojorskiego World Trade Center (lata 1966–1973), zniszczonych na skutek zamachu terrorystycznego, przeprowadzonego 11 września 2001. 